# Castela emoryi
Castela emoryi es una especie de arbusto de la familia  Simaroubaceae, es originaria de Norteamérica. 

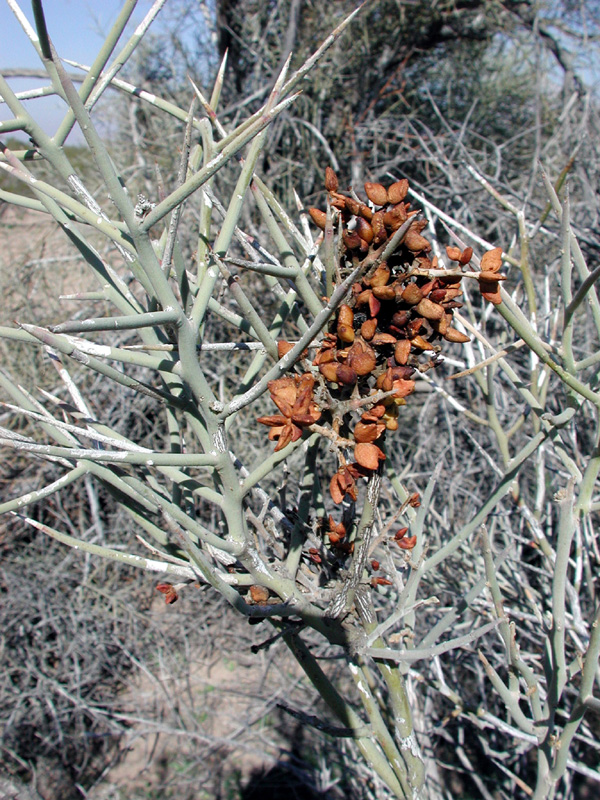
Frutos

## Descripción
Es una planta que tiene, generalmente, un tamaño de <1 m de altura, aunque de vez en cuando puede alcanzar los 4  m, tiene una intrincada ramificación; las partes jóvenes son densamente puberulentas. Las hojas son efímeras, y rara vez se ve. La inflorescencia se produce en forma de panícula erecta, muy ramificada, de 2.5-5 cm de longitud, con flores de 6-8 mm de diámetro. Fruta de ± 6 mm, la parte superior plana y la base redondeada, a veces las semillas persisten varios años.

## Distribución y hábitat
Se encuentra en graveras, laderas y planicies, a una altitud de ± 650 metros, en el desierto de Mojave (con excepción de las montañas del desierto) y el Desierto de Sonora.

## Propiedades
C. emoryi  contiene quasinoides tales como la glaucarubolona, glucósido que tiene  propiedades insecticidas contra las termitas tales como Reticulitermes flavipes o potencial actividad fungicida para el control del mildiu de la vid. También contiene glaucarubol, un compuesto característico de la familia,  ácido elágico, betulinol y syringaresinol.

## Taxonomía
Castela emoryi fue descrita por (A.Gray) Moran & Felger y publicado en Transactions of the San Diego Society of Natural History 15(4): 40'', en el año 1968.
Etimología
Castela: nombre genérico otorgado en honor del naturalista francés René Richard Louis Castel.
emoryi: epíteto otorgado en honor de William Hemsley Emory.
Sinonimia
- Holacantha emoryi A. Gray[5]